# Erick Dampier
Erick Dampier (* 14. Juli 1975 in Jackson, Mississippi) ist ein ehemaliger US-amerikanischer Basketballspieler auf der Position des Centers.

## NBA-Karriere
Dampier wurde im NBA Draft 1996 an Position 10 von den Indiana Pacers ausgewählt. Nach einer Saison, in der er 72 Spiele machte, wurde er im Austausch gegen Chris Mullin zu den Golden State Warriors transferiert. Dort spielte er in den nächsten sieben Jahren meistens von Beginn an, schaffte jedoch nie den Einzug in die Playoffs. 2003–04 hatte er seine statistisch beste Saison und erzielte 12,3 Punkte, 12,0 Rebounds und 1,9 Blocks im Schnitt.
Daraufhin war Dampier im Sommer 2004 einer der begehrtesten Free Agent. Er wechselte zu den Dallas Mavericks, wo er im ersten Jahr 56 Spiele von Beginn an machte. In der zweiten Saison kämpfte er mit DeSagana Diop um einen Platz in der Startaufstellung und setzte sich am Ende durch. In seiner Karriere hat Dampier einen Schnitt von 7,9 Punkten und 7,5 Rebounds pro Spiel. 2006 schafften die Mavs es bis ins Finale, wo sie den Miami Heat 4:2 unterlagen.
2010 wurde Dampier zu den Charlotte Bobcats getauscht. Da die Bobcats verhindern wollten die Luxussteuergrenze zu überschreiten, wurde Dampier, dessen Vertrag über 13 Millionen Dollar nicht voll garantiert war, entlassen.
Wenige Wochen nach Saisonbeginn 2010/11 unterschrieb er einen Vertrag bei den Miami Heat, mit denen er nach 2006 zum zweiten Mal in seiner Karriere die Finals erreichte. Die Heat unterlagen den Mavericks mit 4:2. Dampiers Vertrag wurde nach der Saison nicht verlängert.
Im Februar 2012 unterzeichnete Dampier einen 10-Tagesvertrag bei den Atlanta Hawks. In seinem ersten Einsatz gegen die Orlando Magic holte er 2 Rebounds in knapp 2 Minuten Einsatzzeit. Nach einem weiteren 10-Tagesvertrag wurde er für den Rest der Saison unter Vertrag genommen. Nach einer Phase als Free Agent, in der er kein Team fand, beendete er seine Karriere.

## Belege
1. ↑  nba.com - Hawks sign center Dampier to 10-day contract (Seite nicht mehr abrufbar, festgestellt im April 2018. Suche in Webarchiven)
2. ↑  nba.com Box-Score ATL@ORL
3. ↑   Archivlink (Memento vom 23. Januar 2016 im Internet Archive)

| Personendaten    | Personendaten                       |
| ---------------- | ----------------------------------- |
| NAME             | Dampier, Erick                      |
| ALTERNATIVNAMEN  | Dampier, Erick Travez               |
| KURZBESCHREIBUNG | US-amerikanischer Basketballspieler |
| GEBURTSDATUM     | 14. Juli 1975                       |
| GEBURTSORT       | Jackson, Mississippi, USA           |